# Omagh Town
Omagh Town FC was een Noord-Ierse voetbalclub uit de stad Omagh. De club werd in augustus 1962 opgericht als Omagh Celtic FC. In 1969 werd de naam gewijzigd in Omagh Town en werd voor de periode van drie jaar uitgeweken naar de sportaccommodatie Military Holm. In 1990 nam Omagh Town stadion St. Julian's Road in gebruik. De club werd door zijn supporters, die uit zowel Omagh als Castlederg, Dromore en Ballygawley kwamen, liefkozend "The Town" genoemd.
Omaghs naaste rivalen waren de noordwestelijke clubs als Coleraine FC en Glentoran FC. Omagh Town kwam voor het eerst in de Premier League uit in het seizoen 1990/91 en zou daar vijf seizoenen in spelen. In 1994/95, nadat de competitie-opzet werd gewijzigd, verdween Omagh uit de Premier League. Omagh keerde in 1997/98 voor twee seizoenen terug in de hoogste klasse.
Op 7 juni 2005 maakte de club bekend dat zij zich vanwege financiële problemen had opgeheven.

## Erelijst
- Irish First Division : 1e in 1999/00

## Eindklasseringen
| 12 |

| 8 |

| 12 |

| 16 |

| 9 |

| 3 |

| 2 |

| 9 |

| 10 |

| 1 |

| 7 |

| 5 |

| 5 |

| 13 |

| 16 |

| NIFL Premiership | NIFL Championship |

De drie NIFL-divisies hebben in de loop der jaren diverse namen gekend, zie Northern Ireland football league system.

## Omagh Town in Europa
- R = ronde

| Seizoen | Competitie    | Ronde | Land                 | Club                   | Score    |
| ------- | ------------- | ----- | -------------------- | ---------------------- | -------- |
| 1998    | Intertoto Cup | 1R    | Vlag van Slowakije   | Tauris Rimavská Sobota | 0-1, 2-2 |
| 2003    | Intertoto Cup | 1R    | Vlag van Wit-Rusland | Sjachtjor Salihorsk    | 0-1, 1-7 |